# Caroline de Vivaise
Pour les articles homonymes, voir Vivaise (homonymie).
Caroline de Vivaise est une créatrice de costumes française.

## Biographie
Elle est notamment connue pour avoir été une proche collaboratrice de Patrice Chéreau et être une partenaire de travail de Clément Hervieu-Léger.
Elle a également collaboré avec Jacques Audiard, Bertrand Tavernier, Peter Bogdanovich, Claude Berri, Arnaud Desplechin, Valeria Bruni-Tedeschi, Raúl Ruiz, Andrzej Zulawski, Benoît Jacquot ou encore John Malkovich.
Elle a remporté trois César des meilleurs costumes, en 1994 pour Germinal, en 2006 pour Gabrielle, et en 2011 pour La Princesse de Montpensier.

## Filmographie
- 1979 : Les Charlots en délire de Alain Basnier
- 1981 : L'Ombre rouge de Jean-Louis Comolli
- 1983 : L'Homme blessé de Patrice Chéreau
- 1987 : Hôtel de France de Patrice Chéreau
- 1990 : La Baule-les-Pins de Diane Kurys
- 1993 : Germinal de Claude Berri
- 1994 : Quand j'avais cinq ans je m'ai tué de Jean-Claude Sussfeld
- 1998 : Ceux qui m'aiment prendront le train de Patrice Chéreau
- 1999 : Le Temps retrouvé de Raúl Ruiz
- 2001 : Intimité de Patrice Chéreau
- 2003 : Son Frère de Patrice Chéreau
- 2005 : Gabrielle de Patrice Chéreau
- 2009 : Pérsecution de Patrice Chéreau
- 2011 : La Princesse de Montpensier de Bertrand Tavernier
- 2013 : Quai d'Orsay de Bertrand Tavernier
- 2013 : Jappeloup de Christian Duguay

## Opéra
- 2005 : Cosi fan tutte de Wolfgang Amadeus Mozart, mise en scène Patrice Chéreau, direction musicale Daniel Harding, Festival d'Aix-en-Provence, Opéra de Paris, Festival de Vienne
- 2007 : De la maison des morts de Leoš Janáček, livret du compositeur d’après Souvenirs de la maison des morts de Dostoïevski, mise en scène Patrice Chéreau, direction musicale Pierre Boulez, Wiener Festwochen, Festival d'Aix-en-Provence
- 2007 : Tristan et Isolde de Richard Wagner, mise en scène Patrice Chéreau, direction musicale Daniel Barenboïm, Scala de Milan
- 2013 : Elektra de Richard Strauss, livret de Hugo von Hofmannsthal, mise en scène Patrice Chéreau, direction musicale Esa-Pekka Salonen, avec Evelyn Herlitzius et Waltraud Meier, Festival d'Aix-en-Provence

## Distinctions

### Récompenses
- César 1994 : César des meilleurs costumes pour Germinal (avec Sylvie Gautrelet et Bernadette Villard)
- César 2006 : César des meilleurs costumes pour Gabrielle
- César 2011 : César des meilleurs costumes pour La Princesse de Montpensier[1]

### Nominations
- César 2000 : César des meilleurs costumes pour Le Temps retrouvé (partagé avec Gabriella Pescucci)
- César 2023 : César des meilleurs costumes pour Les Amandiers

### Décorations
- Officier de l'ordre des Arts et des Lettres Il est promu au grade d’officier le 23 mars 2017[2].